# Liniensuchverfahren
Unter den Liniensuchverfahren (englisch line search algorithms), auch allgemeine Abstiegsverfahren mit Richtungssuche genannt, versteht man in der Optimierung eine Reihe von iterativen Verfahren, um das lokale Minimum einer Funktion {\displaystyle f\colon \mathbb {R} ^{n}\to \mathbb {R} } zu finden. Die grundlegende Idee ist es, die Funktion in jedem Schritt entlang einer bestimmten Richtung zu minimieren. Beispiele für Algorithmen, die den Liniensuchverfahren zugeordnet werden können, sind das Gradientenverfahren (Verfahren des steilsten Abstiegs) und das Newton-Verfahren.

## Beschreibung
Allen Liniensuchverfahren gemein ist die folgende grundlegende Vorgehensweise, um aus einem bestehenden Zwischenergebnis  {\displaystyle x^{(k)}} ein neues Zwischenergebnis {\displaystyle x^{(k+1)}} zu berechnen:
1. Bestimme eine Suchrichtung in Form eines Vektors {\displaystyle s^{(k)}\in \mathbb {R} ^{n}}.
2. Berechne eine Schrittweite {\displaystyle \alpha ^{(k)}} durch Minimierung der eindimensionalen Hilfsfunktion {\displaystyle F(\alpha )=f{\bigl (}x^{(k)}+\alpha s^{(k)}{\bigr )}} mit Bezug auf {\displaystyle \alpha \in \mathbb {R} }. Dieser Schritt wird auch Liniensuche genannt.
3. Berechne die neue Lösung {\displaystyle x^{(k+1)}:=x^{(k)}+\alpha ^{(k)}s^{(k)}}

Das Minimum der Hilfsfunktion aus Schritt 2 wird in der Regel nicht exakt bestimmt. Falls doch, spricht man von einer exakten Liniensuche.